# Mali (prefectuur)
Mali is een prefectuur in de regio Labé van Guinee. De hoofdstad is Mali. De prefectuur heeft een oppervlakte van 8.400 km² en heeft 288.001 inwoners.
De prefectuur ligt in het noorden van het land, in het hoogland van Fouta Djalon. Verder grenst de prefectuur aan de landen Mali en Senegal.

## Subprefecturen
De prefectuur is administratief verdeeld in 13 sub-prefecturen:

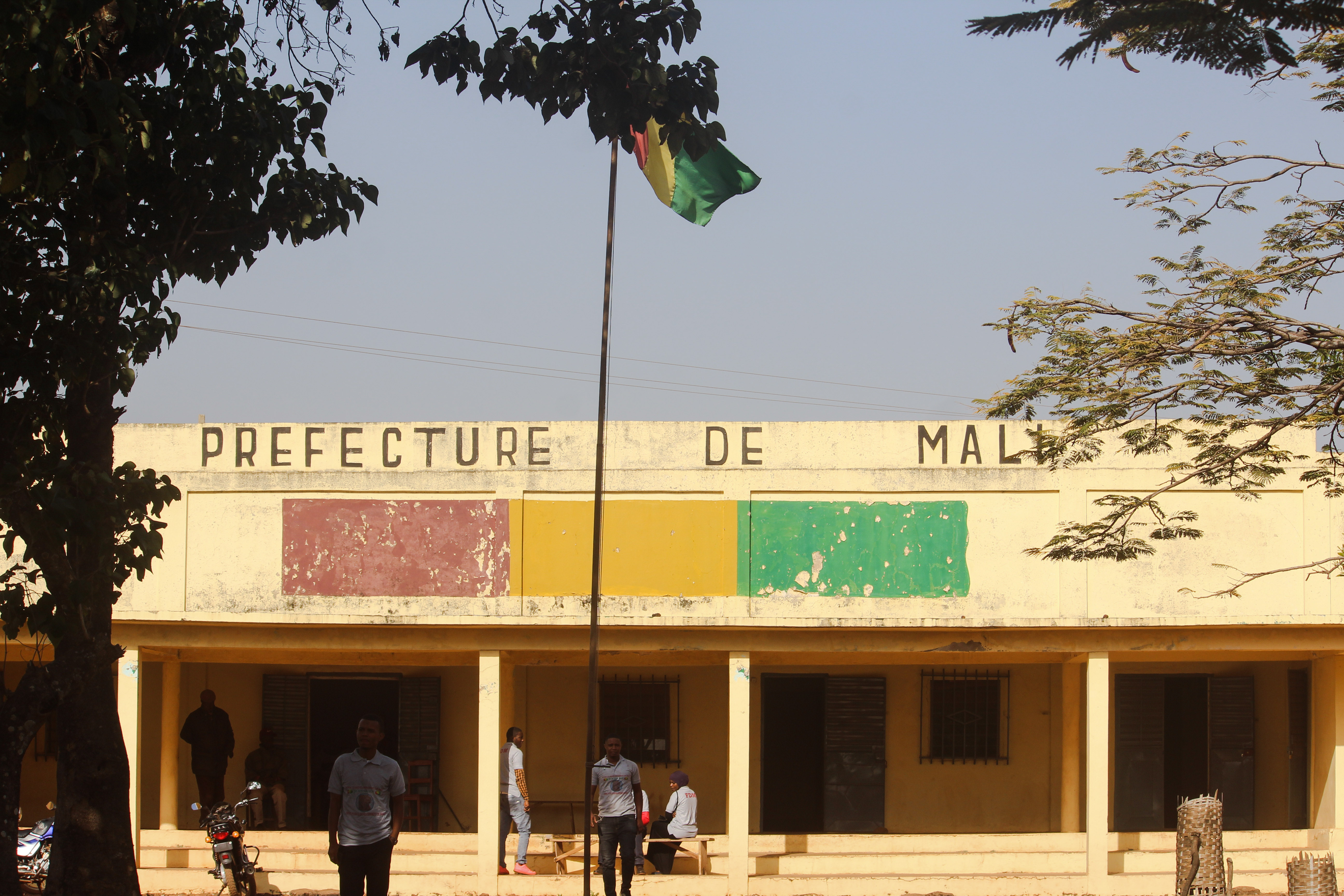
Huis van de prefectuur Mali

1. Mali-Centre
2. Balaki
3. Donghol-Sigon
4. Dougountouny
5. Fougou
6. Gayah
7. Hidayatou
8. Lébékére
9. Madina-Wora
10. Salambandé
11. Téliré
12. Touba
13. Yimbéring